# Alias (serie de televisión)
Alias es una serie de televisión estadounidense creada por J. J. Abrams, que fue emitida por la ABC desde el 30 de septiembre de 2001 hasta el 22 de mayo de 2006. 
Está protagonizada por Jennifer Garner como Sydney Bristow, que es reclutada por el SD-6, una rama de una gran organización criminal que a ojos de sus empleados es una división secreta de la CIA financiada con dinero negro. Al darse cuenta del engaño, Sydney acude a la auténtica CIA donde la reclutan para que ejerza como agente doble para ayudar a desmontar la estructura del SD-6. Ahí descubre que su padre, Jack Bristow (Victor Garber), también es agente de la inteligencia, y, como ella, también es agente doble. 
Gran parte de la trama gira alrededor de los artilugios e invenciones de Milo Rambaldi, un arquitecto, profeta y hombre de ciencia del siglo XV que tuvo extraordinarias visiones en su época y que dejó para la posteridad una serie de artilugios y profecías que muchos gobiernos y grupos terroristas internacionales quieren conseguir y ensamblar pues les atribuyen propiedades curativas o capacidades fantásticas como armas.

## Trama

### Primera temporada
Siete años antes de los sucesos de la temporada 1, Sydney Bristow era una estudiante a que se le acercó un hombre que decía trabajar para la Agencia de Inteligencia Central o CIA y que le ofreció un trabajo. Sydney aceptó y rápidamente se convirtió en un agente. En el piloto, le cuenta a su prometido, Danny, que es una espía, y como consecuencia de ello, el SD-6, agencia para la cual trabaja, decide que Danny debe ser eliminado al conocer la verdad. Es en ese momento en el que Sydney descubre que su padre, Jack Bristow, es también otro agente del SD-6, y que esta organización no es una rama secreta de la CIA como Sydney pensaba sino que es una organización dedicada al crimen organizado y al robo de inteligencia y armamento, que forma parte de la Alianza de los Doce, enemigo de los Estados Unidos. Sydney entonces decide ofrecer a la verdadera CIA ser un agente doble para conseguir destruir el SD-6 desde el interior. Pronto aprende que no está sola y que hay otro agente infiltrado en las líneas del SD-6: su padre.

### Segunda temporada
La Agente doble Sydney Bristow se enfrenta en esta segunda temporada a uno de los mayores desafíos cuando su madre, a la que creía muerta, entra en escena. Esta segunda temporada comienza con la introducción de Irina Derevko alias Laura Bristow, madre y esposa que resultó ser una agente doble de la inteligencia soviética KGB a la que le encargaron una misión, conocer a Jack Bristow y casarse con él. Irina Derevko se ha entregado a la CIA, pero, cuales son sus verdaderas intenciones, de verdad quiere colaborar con la CIA o guarda oscuras intenciones. En esta temporada también asistiremos al fin del SD-6 y de la Alianza, siendo reclutados por parte de la CIA los Agentes del SD-6 Marcus Dixon y Marshall Flinkman. Arvin Sloane se aliará con Irina Derevko y Sark en la búsqueda de Rambaldi. Debido a los cambios en su familia y en sus amigos, la vida de Sydney Bristow se complica y se hace aún más peligrosa.

### Tercera temporada
La tercera temporada de Alias se sitúa dos años después de los eventos acontecidos en el final de la segunda temporada con Sydney Bristow desaparecida y dada por muerta tras la pelea con Francie y el posterior incendio de la casa. La evidencia de ADN en un cuerpo carbonizado confirmó la muerte a sus familiares y amigos.
Mientras Sydney se recupera, ella comienza a investigar lo que ha hecho estos dos últimos años incorporándose de nuevo a la CIA. Así Sydney se encuentra con que su padre lleva un año encarcelado, que Vaughn está casado con la agente de seguridad nacional Lauren Reed, quien termina siendo una doble agente leal a "El pacto" y que Sloane se entregó a la CIA fue perdonado y ahora dirige la tercera mayor organización humanitaria del mundo. En su investigación, Sydney descubrirá la existencia de una nueva célula terrorista denominada El Pacto, y que parece tener respuestas acerca de su misteriosa desaparición y su relación con el alias Julia Thorne. El misterio hace acto de presencia más que nunca en esta temporada, en la que los secretos aflorarán cuando menos lo esperan, y en la mayoría de casos descubrirlos supondrá una cuestión de vida o muerte.

### Cuarta temporada
La cuarta temporada comienza cuando Sydney descubre un documento clasificado denominado Proyecto S.A.B. 47. En dicho documento se explica que Sydney Bristow fue sujeto "activo" de un proyecto que comenzó el 17 de abril de 1975, denominado Proyecto Navidad. Y también explica que la CIA autorizó la ejecución de Irina Derevko y fue Jack Bristow quien la llevó a cabo. En esta cuarta temporada Sydney pasará a formar parte de una rama secreta de la CIA llamada APO, la cual estará dirigida por Arvin Sloane al más puro estilo SD-6 y tendrá como compañeros a su padre Jack Bristow, a Vaughn, Dixon, Marshall, Weiss y una reclutada de última hora, su hermana Nadia Santos. 
Este año Vaughn deberá enfrentarse a sus demonios tras los acontecimientos del final de la tercera temporada, y Sydney deberá descubrir a tiempo una conspiración llevada a cabo ante sus ojos y que lleva desarrollándose desde hace décadas, y que podría llevar al fin del mundo tal y como lo conocemos. En esta etapa comienzan a cerrarse las tramas de la serie, al descubrirse muchos detalles acerca de la obra de Rambaldi, así como el papel que juegan algunos personajes en las profecías. Además, los hechos del último episodio repercutirán definitivamente en el transcurso de los acontecimientos, que desembocarán en el inevitable final.

### Quinta temporada
La temporada comienza en la misma escena del último episodio de la cuarta temporada, Sydney Bristow y Michael Vaughn en el coche camino de sus vacaciones. Tras el accidente Sydney queda inconsciente, cuando se recupera ha llegado ya la ambulancia y la policía. Se llevan a Vaughn y ella se queda en el coche y ve cómo un 'policía' va a ponerle una inyección. Huye por un campo de maíz mientras la persiguen. Vuelve al coche y ve cómo un helicóptero se lleva a Vaughn. Sydney vuelve a Los Ángeles y Vaughn está desaparecido. Al investigar acerca del pasado de Vaughn, sale a la luz una antigua organización de estudiosos de Rambaldi llamada Profeta Cinco, que resurge a raíz de los avances en la investigación sobre la obra de Rambaldi efectuada en los últimos años por Sydney, Sloane y Elena Derevko. 
Dos de los nuevos personajes están directamente relacionados con Profeta Cinco: por una parte Renée Rienne, quien lleva estudiando la organización junto a Vaughn desde hace años, Rachel Gibson, agente de una de las células terroristas de Profeta Cinco denominada "La Cabaña" y que cree que trabaja para el gobierno, y por último Kelly Peyton, una agente de Profeta Cinco que va ganando importancia con el transcurso de los acontecimientos. Al equipo de APO también se une Thomas Grace, un agente de la CIA que realiza su propia investigación a espaldas de los demás. Se descubre por qué Vaughn llevó el caso de Sydney cuando ella llegó a la CIA, así como la relación de la madre de Sydney con Vaughn. Durante el rodaje de la quinta temporada la actriz Jennifer Garner queda embarazada, una experiencia que comparte con su personaje.
La trama de esta última temporada hace referencia directa a los acontecimientos de las anteriores, de forma que en su transcurso reaparecerán la mayoría de personajes importantes en la serie. Además cierra la trama principal y da respuestas a cuestiones que habían quedado en el aire.

## Reparto
| Actor           | Personaje                     | Temporadas     | Temporadas | Temporadas | Temporadas | Temporadas |
| Actor           | Personaje                     | 1              | 2          | 3          | 4          | 5          |
| --------------- | ----------------------------- | -------------- | ---------- | ---------- | ---------- | ---------- |
| Jennifer Garner | Sydney Bristow                | Principal      | Principal  | Principal  | Principal  | Principal  |
| Ron Rifkin      | Arvin Sloane                  | Principal      | Principal  | Principal  | Principal  | Principal  |
| Michael Vartan  | Michael Vaughn                | Principal      | Principal  | Principal  | Principal  | Principal  |
| Bradley Cooper  | Will Tippin                   | Principal      | Principal  | Invitado   |            | Invitado   |
| Merrin Dungey   | Francie Calfo / Allison Doren | Principal      | Principal  | Recurrente |            | Invitada   |
| Carl Lumbly     | Marcus Dixon                  | Principal      | Principal  | Principal  | Principal  | Principal  |
| Kevin Weisman   | Marshall Flinkman             | Principal      | Principal  | Principal  | Principal  | Principal  |
| Victor Garber   | Jack Bristow                  | Principal      | Principal  | Principal  | Principal  | Principal  |
| David Anders    | Julian Sark                   | Recurrente     | Principal  | Principal  | Invitado   | Recurrente |
| Lena Olin       | Irina Derevko                 | Doble de luces | Principal  |            | Invitada   | Recurrente |
| Greg Grunberg   | Eric Weiss                    | Recurrente     | Recurrente | Principal  | Principal  | Recurrente |
| Melissa George  | Lauren Reed                   |                |            | Principal  | Invitada   |            |
| Mía Maestro     | Nadia Santos                  |                |            | Recurrente | Principal  | Recurrente |
| Rachel Nichols  | Rachel Gibson                 |                |            |            |            | Principal  |
| Balthazar Getty | Thomas Grace                  |                |            |            |            | Principal  |
| Élodie Bouchez  | Renée Rienne                  |                |            |            |            | Principal  |
| Amy Acker       | Kelly Peyton                  |                |            |            |            | Principal  |

Nota
1. ↑  Vartan fue acreditado como parte del reparto principal en el primer episodio de la quinta temporada, y luego como invitado especial en sus apariciones posteriores en la temporada.

Alias cuenta con un elenco de actores que representan a las distintas personas de la vida de Sydney. A lo largo de la serie, todos los personajes principales se ven envueltos de una forma u otra en el mundo del espionaje.
- Jennifer Garner como Sydney Bristow
- Victor Garber como Jack Bristow
- Ron Rifkin como Arvin Sloane
- Michael Vartan como Michael Vaughn
- Carl Lumbly como Marcus Dixon
- Kevin Weisman como Marshall Flinkman
- Greg Grunberg como Eric Weiss (principal, temporadas 3–4; recurrente, temporadas 1–2 y 5)
- Bradley Cooper como Will Tippin (principal, temporadas 1–2; recurrente, temporadas 3 y 5)
- Merrin Dungey como Francie Calfo / Allison Doren (principal, temporadas 1–2; invitada, temporadas 3 y 5)
- David Anders como Julian Sark (principal, temporadas 2–3; recurrente, temporadas 1 y 4–5)
- Lena Olin como Irina Derevko (principal, temporada 2; recurrente, temporadas 4–5)
- Melissa George como Lauren Reed (principal, temporada 3; recurrente, temporada 4)
- Mía Maestro como Nadia Santos (principal, temporada 4; invitada, temporada 3; recurrente, temporada 5)
- Rachel Nichols como Rachel Gibson (temporada 5)
- Élodie Bouchez como Renée Rienne (temporada 5)

## Recepción

### Críticas
La edición neoyorquina de Time Out incluyó la serie entre los 50 mejores programas de televisión de la década 2000-2009. Alias también apareció en la lista de UGO.com de las 50 mejores series de televisión de todos los tiempos. En 2010, Kristin dos Santos, de E!, la incluyó en el número 4 de su lista «Las 20 mejores series de televisión de los últimos 20 años».

## Videojuego
El videojuego Alias, basado en la serie de televisión de la ABC, es una aventura en tercera persona, donde se combina espionaje, sigilo y acción. Se encuentran peleas cuerpo a cuerpo, todo tipo de armas, artilugios de última generación, pantalla partida en tiempo real, minijuegos, niveles y objetivos con diferente forma de solución, pudiendo así finalizar el juego por diferentes caminos. La historia y el argumento han sido escritos por los guionistas de la serie. La trama del juego se sitúa entre los episodios 19 y 20 de la segunda temporada. En inglés las voces de los personajes son las de los actores originales de la serie y en español la de sus actores de doblaje.